# Manderlay
Manderlay - film z 2005 roku, w reżyserii Larsa von Triera zrealizowany w koprodukcji europejskiej; sequel filmu Dogville (2003) - druga część trylogii USA – Land of Opportunities. Nicole Kidman odmówiła zagrania Grace, w tej roli wystąpiła Bryce Dallas Howard.
Film składa się z ośmiu części.

## Fabuła
Do miasteczka Manderlay przyjeżdża młoda idealistka Grace. Dziewczyna kolejny raz podejmuje próbę wyzwolenia mieszkających tam czarnoskórych. Jej działania wprowadzają zamęt w życiu mieszkańców - ich egzystencja była dotąd trudna, ale przyzwyczaili się do niej, przywykli do codziennej monotonii. Grace kolejny raz ponosi klęskę - Trier przenosi ją w wymiar uniwersalny, zderzając w finale zdjęcia, ukazujące wyzysk czarnych ludzi do czasów współczesnych. 

## Obsada
- Bryce Dallas Howard - Grace
- Willem Dafoe - ojciec Grace
- Danny Glover - Wilhelm
- Isaach De Bankolé - Timothy
- Lauren Bacall - Mam
- Michaël Abiteboul - Thomas
- Jean-Marc Barr - Pan Robinson
- Geoffrey Bateman(inne języki) - Bertie
- Virgile Bramly - Edward
- Ruben Brinkman(inne języki) - Bingo
- Doña Croll(inne języki) - Venus
- Jeremy Davies - Niels
- Željko Ivanek - dr Hector
- Teddy Kempner(inne języki) - Joseph
- Rik Launspach(inne języki) - Stanley Mays
- Suzette Llewellyn(inne języki) - Flora
- Udo Kier - pan Kirspe
- Chloë Sevigny - Philomena
- Nina Sosanya(inne języki) - Rose

i inni

## Informacje dodatkowe
Podczas kręcenia filmu "w celu uzyskania wartości dramatycznych" został ubity osioł. Z tego powodu John C. Reilly zrezygnował z roli w filmie. Ostatecznie scena została wycięta przed wydaniem filmu.